# Мартін Аллен
Мартін Аллен (англ. Martin Allen, нар. 14 серпня 1965, Редінг) — англійський футболіст, що грав на позиції півзахисника. По завершенні ігрової кар'єри — тренер. З 2018 року очолює тренерський штаб команди «Барнет».
Виступав, зокрема, за клуби «КПР» та «Вест Гем Юнайтед», а також молодіжну збірну Англії.

## Клубна кар'єра
У дорослому футболі дебютував 1984 року виступами за команду клубу «КПР», в якій провів п'ять сезонів, взявши участь у 136 матчах чемпіонату.  Більшість часу, проведеного у складі «Квінз Парк Рейнджерс», був основним гравцем команди.
Своєю грою за цю команду привернув увагу представників тренерського штабу клубу «Вест Гем Юнайтед», до складу якого приєднався 1989 року. Відіграв за клуб з Лондона наступні шість сезонів своєї ігрової кар'єри. Граючи у складі «Вест Гем Юнайтед» також здебільшого виходив на поле в основному складі команди.
Протягом 1995—1997 років захищав кольори команди клубу «Портсмут».
Завершив професійну ігрову кар'єру у клубі «Саутенд Юнайтед», за команду якого виступав протягом 1997—1998 років.

## Виступи за збірну
Протягом 1986–1987 років залучався до складу молодіжної збірної Англії. На молодіжному рівні зіграв у 2 офіційних матчах.

## Кар'єра тренера
Розпочав тренерську кар'єру, повернувшись до футболу після невеликої перерви, 2003 року, очоливши тренерський штаб клубу «Барнет», де пропрацював з 2003 по 2004 рік.
У 2004 році став головним тренером команди «Брентфорд», тренував клуб з Лондона два роки.
Згодом протягом 2007 року очолював тренерський штаб клубу «Лестер Сіті».
У 2011 році прийняв пропозицію попрацювати у клубі «Ноттс Каунті». Залишив команду з Ноттінгема 2012 року.
Протягом тренерської кар'єри також очолював команди клубів «Мілтон-Кінс Донс», «Челтнем Таун» та «Джиллінгем», а також входив до тренерського штабу клубу «Барнет».
З 2018 року очолює тренерський штаб команди «Барнет».